# Грин, Валентайн
Валентайн Грин (англ. Valentine Green; 3 октября 1739, Стратфорд-он-Эйвон (район) — 29 июля 1813, Лондон) — английский рисовальщик, гравёр, мастер техники меццо-тинто («чёрной манеры»), антиквар, историограф и издатель гравюр.

## Биография
Валентайн Грин родился в Солфорд-Прайорс (северо-западная Англия), его отец направил его в юридическую контору в Ившеме, где он оставался в течение двух лет; но в конце концов решил отказаться от юридической профессии и стал учеником гравёра Роберта Хэнкока в Вустере. В 1765 году Валентайн переехал в Лондон и начал работать гравёром меццо-тинто, изучив технические тонкости этого искусства, и быстро достиг положения одного из ведущих британских гравёров.
В 1767 году он стал членом Объединённого общества художников (Incorporated Society of Artists), младшим гравёром Королевской академии художеств и около сорока лет с большим успехом занимался репродукционной гравюрой (воспроизведением в графике оригиналов живописных картин). В 1789 году герцог Баварский даровал ему исключительное право гравировать и издавать репродукции картин Дюссельдорфской картинной галереи.
С 1766 года Валентайн Грин начал выставлять свои работы в Объединённом обществе художников, в 1771 году стал директором Общества. В 1773 году он был назначен «гравёром-меццотинтистом короля Георга III», а в следующем был избран помощником гравёра Королевской академии. Валентайн Грин прославился мастерской передачей эффектов светотени и скрытых источников освещения в изображении «ночных сцен». Он гравировал по картинам многих английских художников, более всего — Джошуа Рейнольдса. Он также является автором теоретического трактата «Об изящных искусствах времени Людовика XIV».
На протяжении 1770-х и 1780-х годов гравюрная практика Грина процветала. Однако в 1790-х годах несколько его издательских предприятий потерпели неудачу, и в 1798 году он был объявлен банкротом. В 1805 году он принял на себя обязанности хранителя гравюр Британского института и занимал эту должность до самой смерти.
За время своей карьеры гравёра Валентайн Грин изготовил около четырёхсот гравюр с живописных портретов работы Рейнольдса, Ромни и других британских художников, с композиций Бенджамина Уэста, с рисунков Ван Дейка, Рубенса, Мурильо и других старых мастеров. В британской историографии считается, что Грин был одним из первых гравёров, показавших, как широко можно применять технику меццо-тинто для воспроизведения живописных композиций. Его гравюры действительно отличаются исключительным богатством и тонкостью тона, умелым распределением светотеневых отношений.
Увлечённый антиквар, он был членом Общества антикваров в Лондоне. Он опубликовал не менее трёх историко-архивных работ. Первой был «Обзор города Вустера» (Survey of the City of Worcester, 1764). Эта публикация была положена в основу его второй книги «История и древности города и пригородов Вустера» (Тhe History and antiquities of the City and Suburbs of Worcester), опубликованной в двух томах 3 апреля 1796 года. Его третьей работой был «Отчёт об обнаружении тела короля Иоанна в соборной церкви Вустера» (An Account of the Discovery of the Body of King John: In the Cathedral Church of Worcester), опубликованный в Лондоне 17 июля 1797 года.
Учениками мастера были Джеймс Уокер и Джон Дин.
Однофамилец Валентайна — Бенджамин Грин (1736—1800), акварелист и гравёр. Брат Бенджамина — Амос Грин (1735—1805) — также художник-акварелист. Известны и другие английские художники под этой фамилией, их родственники и однофамильцы.

## Меццо-тинто В. Грина

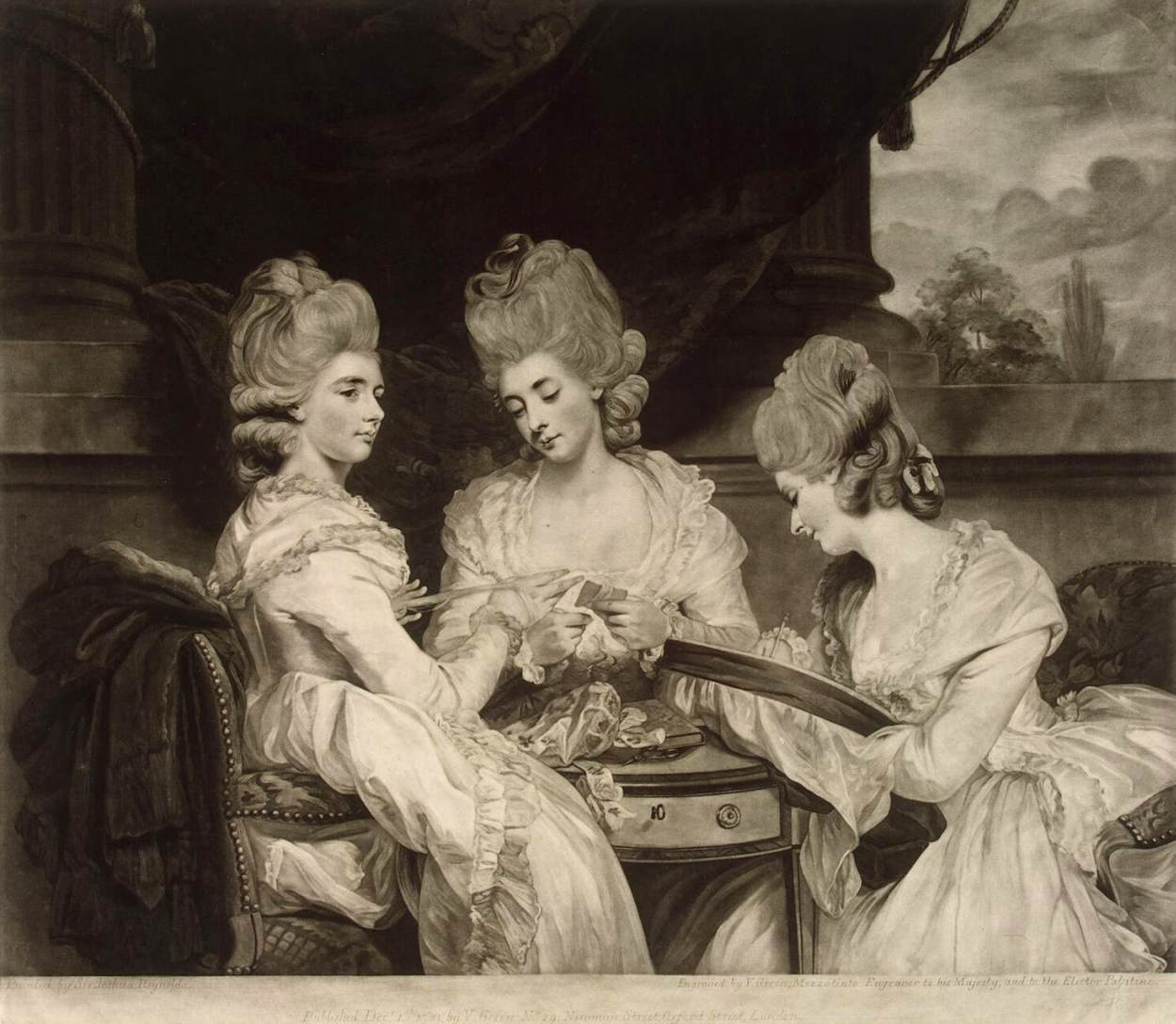
Групповой портрет сестёр Вальдегрейв. 1781. По картине Дж. Рейнольдса
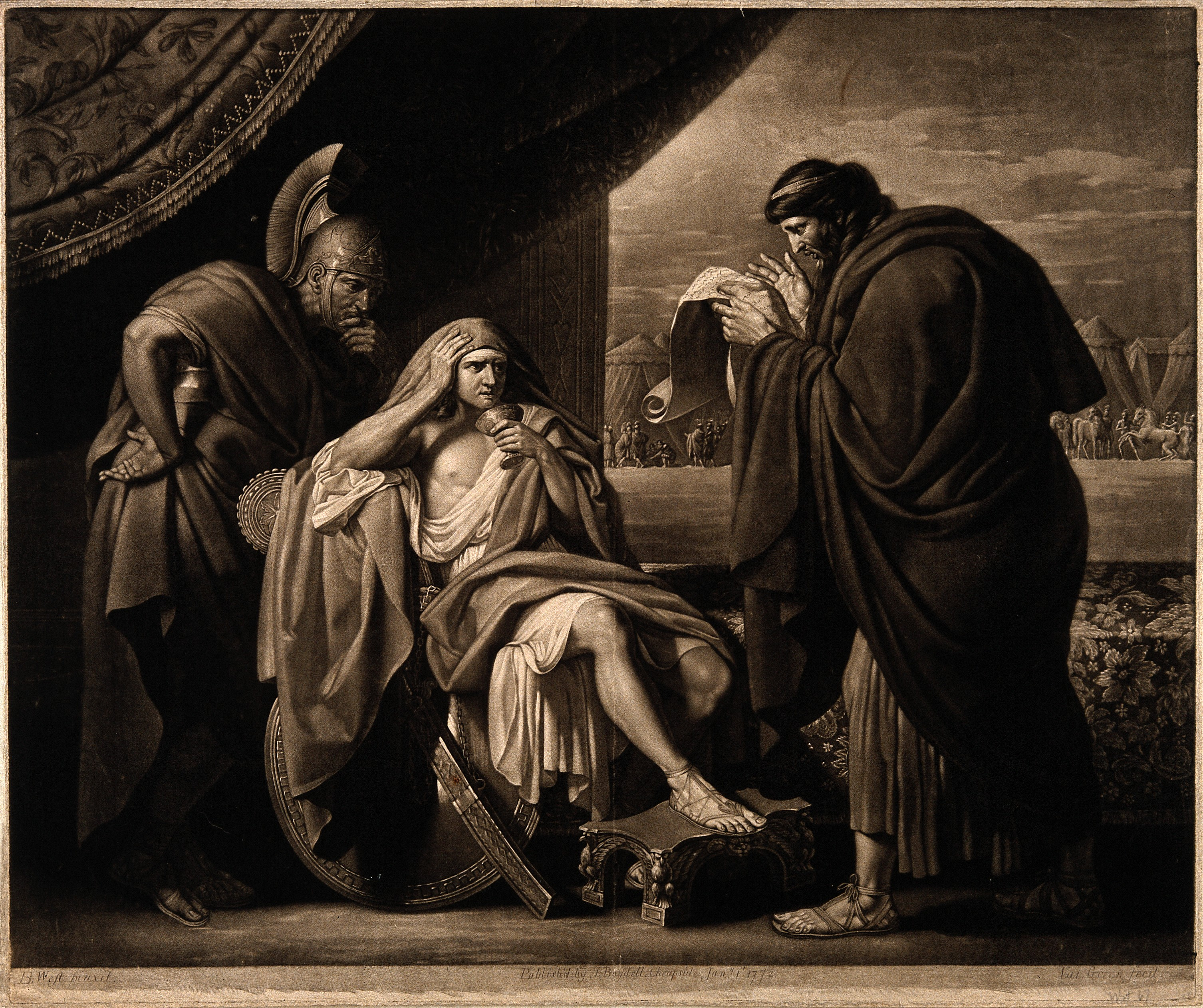
Александр Великий демонстрирует доверие своему врачу. 1772. По картине Б. Веста Старшего
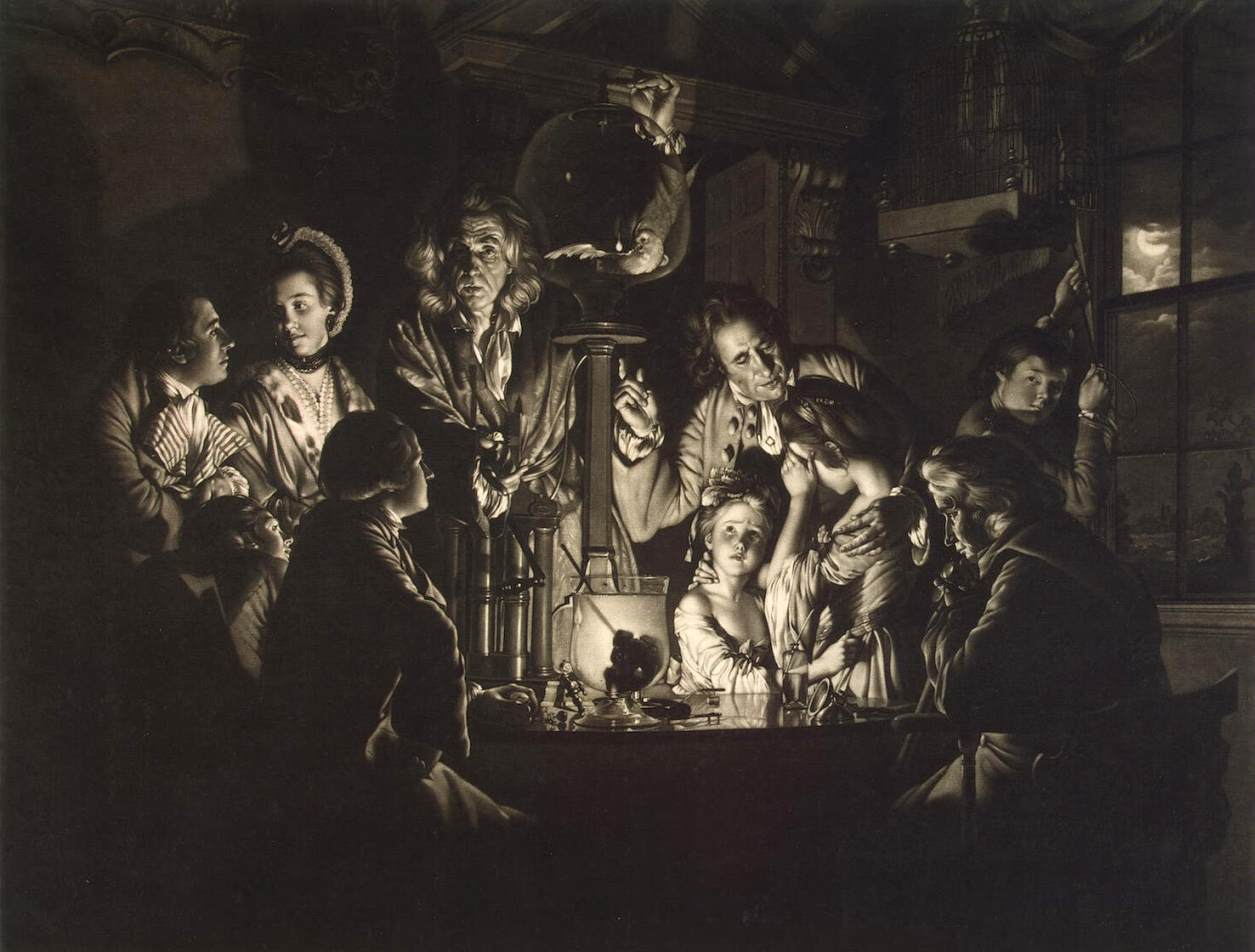
Эксперимент с птицей в воздушном насосе. 1769. По картине Дж. Райта из Дерби
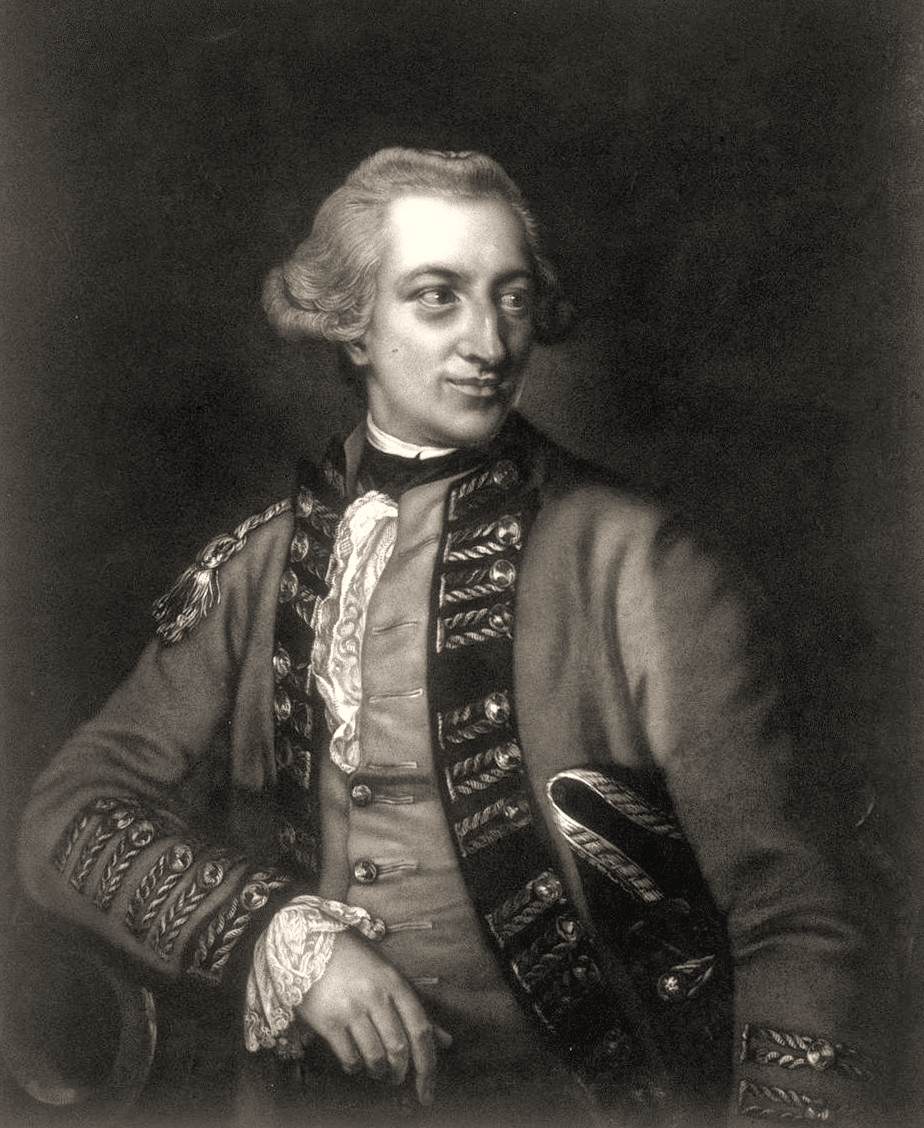
Портрет Хью Перси, 2-го герцога Нортумберлендского. 1777. По картине Дж. П. Батони
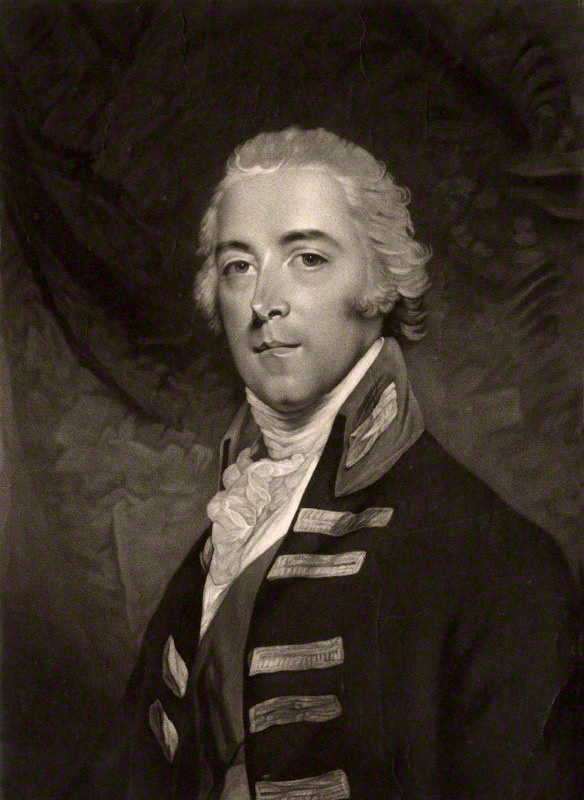
Портрет Джона Питта. 1799. По картине Дж. Хопнера